# Сорта оливок

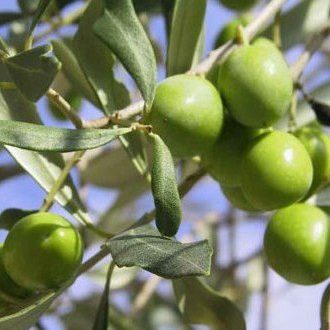
Зелёные оливки на ветке

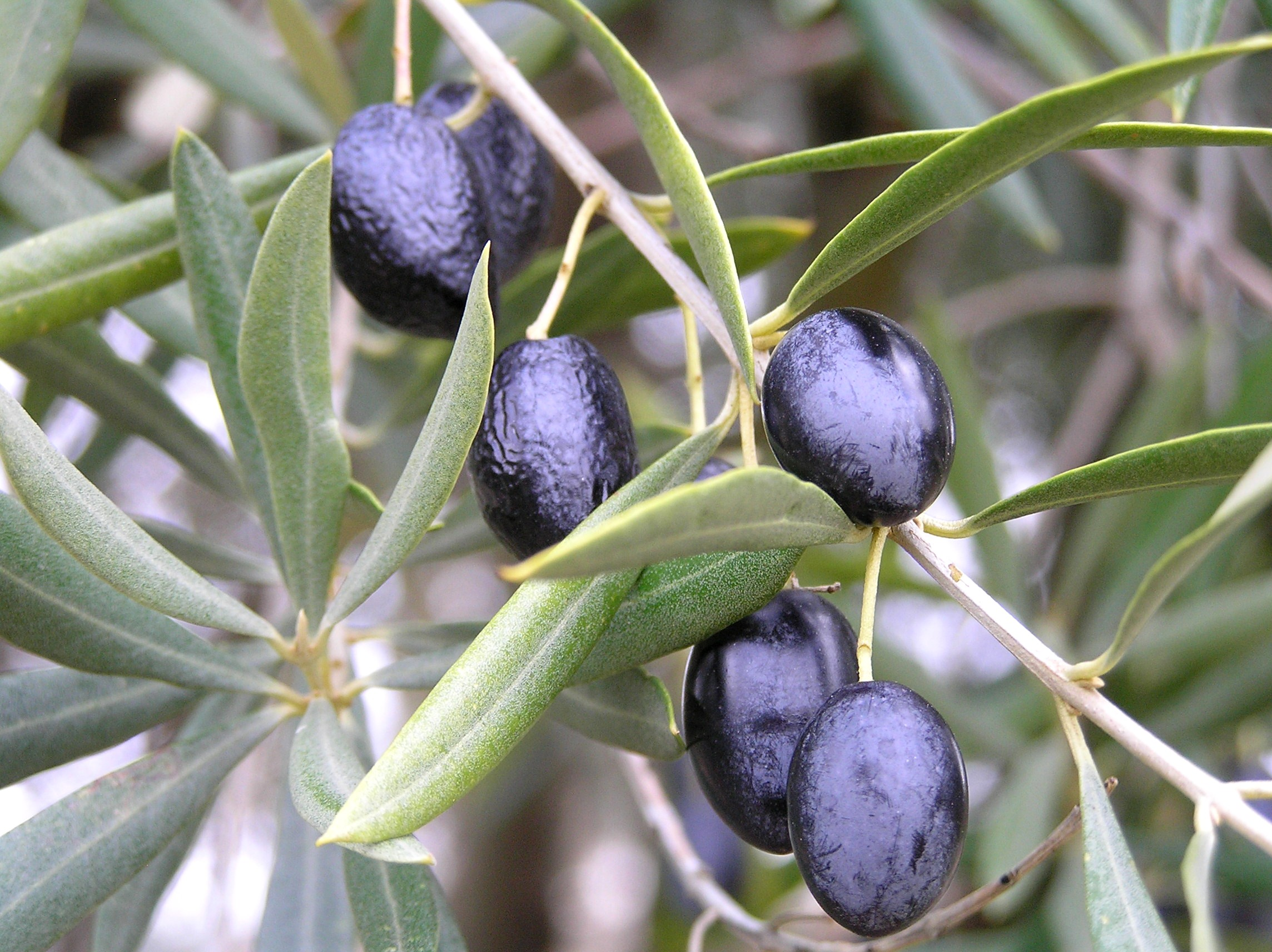
Созревшие оливки на ветке

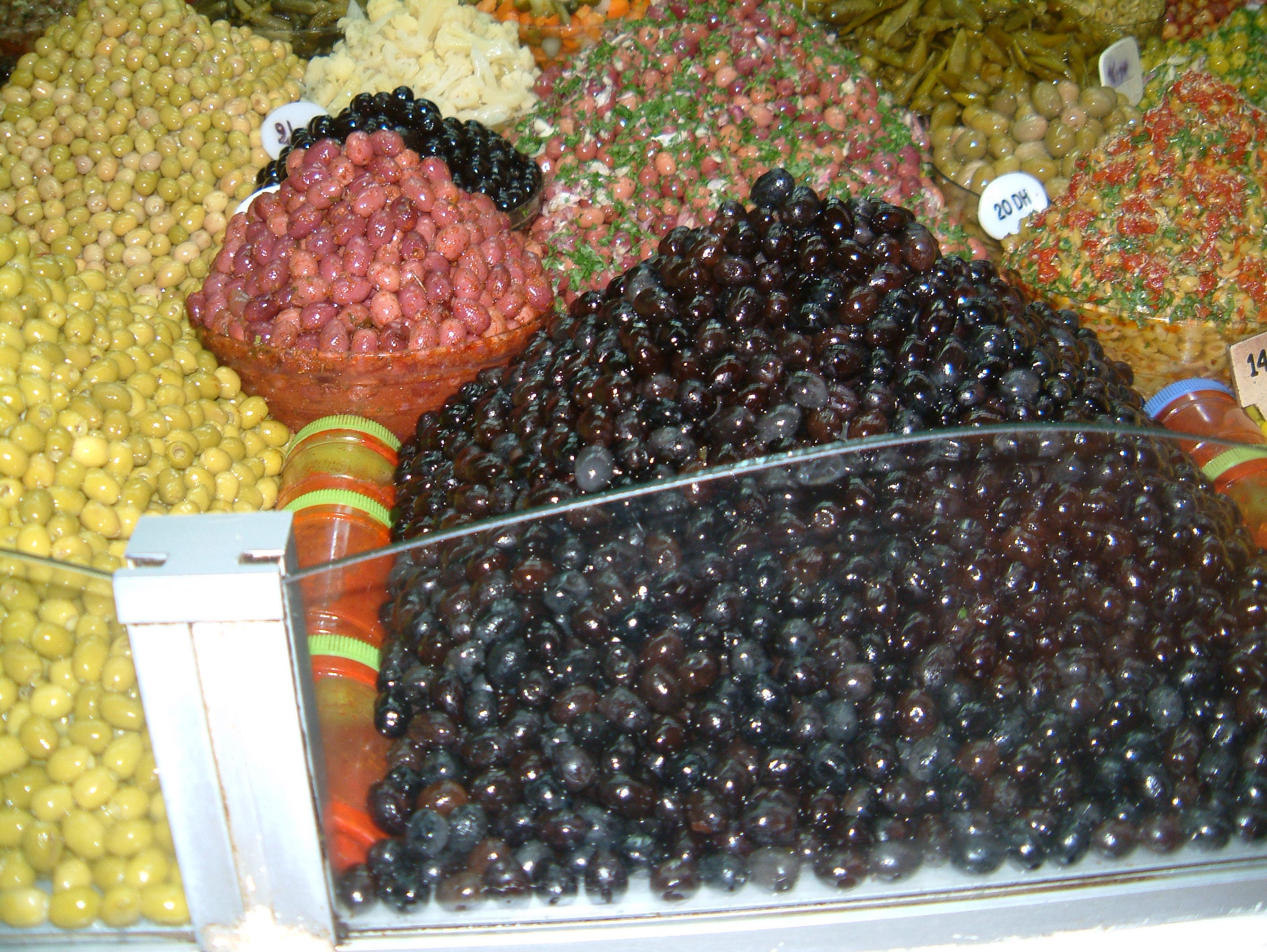
Виды маринованных оливок

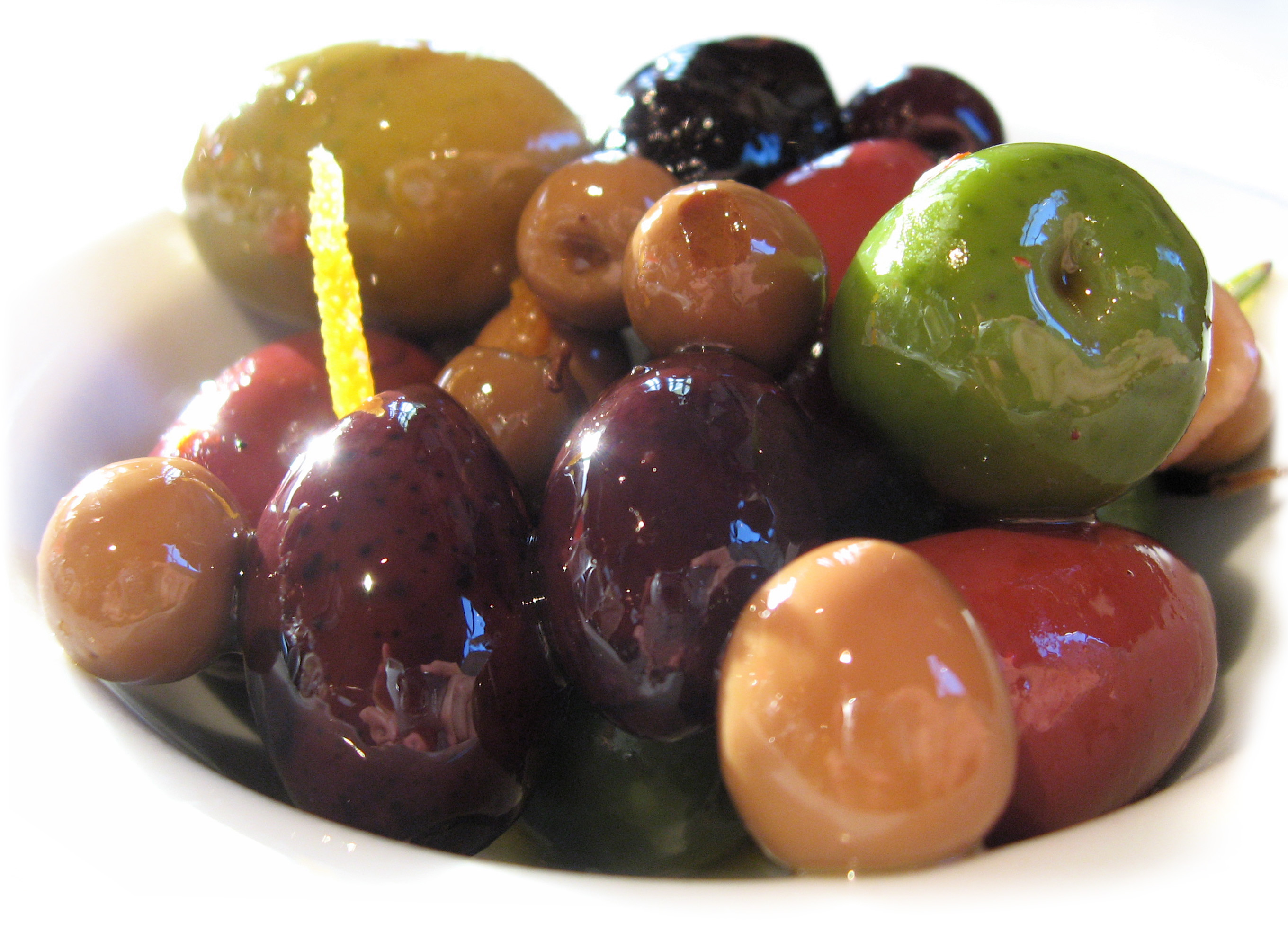
Сервированные оливки различных видов

Применяемые в пищевой промышленности оливки — это плоды окультуренного вида масличного дерева — Оливы европейской. В соответствии с международной терминологией, существуют оливки чёрные (англ. Black olives) — зрелые плоды оливкового дерева и зелёные оливки (англ. Green olives) — недозревшие плоды оливкового дерева. В русском языке в обиходной речи оливками называют плоды зелёного цвета, чёрные оливки именуют маслинами.

## Группы
Сорта оливок различаются по характеру их использования. Существуют три группы:
- масличные — применяются для производства оливкового масла;
- комбинированные (универсальные или консервно-масличные);
- столовые (консервные) — предназначены для консервирования и употребления в пищу в целом виде.

## Цвет
Цвет и оттенки консервированных оливок зависят не от сорта, а от степени зрелости и технологии, которая применялась при их заготовке. Оливки собирают на разной стадии зрелости. Период сбора оливок длится с октября, когда они достигают необходимых размеров, по январь, когда они начинают увядать и высыхать. Это указывают в полном названии плода:
- октябрь — зелёные (англ. green, исп. verde, фр. vert)
- ноябрь — белые (англ. blonde, gold, исп. blanco)
- декабрь — чёрные (англ. black, исп. negro, итал. nero, фр. noire)
- январь — высушенные или вяленые оливки (throumbes)[3][4].

По мере созревания оливки могут иметь светло-зелёную, желтоватую, розовую, пурпурную, коричневую, фиолетовую и чёрную окраску.
«Чёрные оливки» бывают двух видов: плоды, которые созрели непосредственно на дереве и те которые получили свой цвет искусственно. Чёрные оливки — условное обозначение, так как созревшие натуральным образом плоды редко бывают абсолютно чёрными. Можно различить оттенки темно-фиолетового, чёрного, красновато-коричневого или коричневого цвета.
Другой вид чёрных оливок это так называемые Black oxidized olives — чёрные оксидированные оливки. При их изготовлении используются незрелые зелёные плоды, и свой глубокий чёрный цвет они получают не от естественного созревания, а в процессе оксидирования (насыщения кислородом), который осуществляется в растворе едкого натра (пищевая добавка E524), в котором вымачиваются плоды для быстрого удаления естественной горечи. В качестве стабилизатора окраски применяется глюконат железа (пищевая добавка E579).
Одним из отличий оксидированных чёрных оливок от натурально созревших, помимо цвета, является наличие косточки у натуральных, так как они слишком мягкие для процедуры извлечения косточки.

## Размер
Для консервации используют плоды с диаметром не менее полутора сантиметров. Принято оценивать размер оливок по их количеству в килограмме. В зависимости от страны-производителя различают до 15 градаций размеров.
| Название       | кол-во в килограмме |
| -------------- | ------------------- |
| Atlas          | 71 — 90             |
| Super Mammouth | 91 — 100            |
| Mammouth       | 101 — 110           |
| Super Colossal | 111 — 120           |
| Colossal       | 121 — 140           |
| Giants         | 141 — 160           |
| Extra Jumbo    | 161 — 180           |
| Jumbo          | 181 — 200           |
| Extra Large    | 201 — 230           |
| Large          | 231 — 260           |
| Superior       | 261 — 290           |
| Brilliant      | 291 — 320           |
| Fine           | 321 — 350           |
| Bullets A      | 351 — 380           |
| Bullets B      | 381 — 420           |

## Разновидности консервированных оливок
- whole — целые (с косточкой)
- pitted — без косточки
- cracked — ломаные, раздавленные
- sliced — резанные
- stuffed — фаршированные

Оливки фаршируют паприкой, чесноком, рыбой (анчоусами, тунцом, лососем и т. д.), креветками, перцем чили, луком, каперсами, корнишонами, вялеными томатами, сыром фета, миндалём, лимоном, апельсином и их цедрой.

## Страны-производители
Сорта оливок обычно называют по месту их выращивания. Основные промышленные производители оливок это страны средиземноморья: Южная Европа и Франция, Ближний Восток и страны Магриба.
Более полную статью об итальянских сортах оливок см. Cultivar italiane (итал.)